# 丰良和平纪念亭
丰良和平纪念亭，位于中国广东省梅州市丰顺县丰良镇普济桥头北，为梅州市丰顺县的一个县级文物保护单位，类型为近现代重要史迹及代表性建筑，公布时间为1995年6月。
丰良和平纪念亭的历史年代为近代。1995年6月，丰顺县人民政府认定其为丰顺县文物保护单位。